# Seth Warner

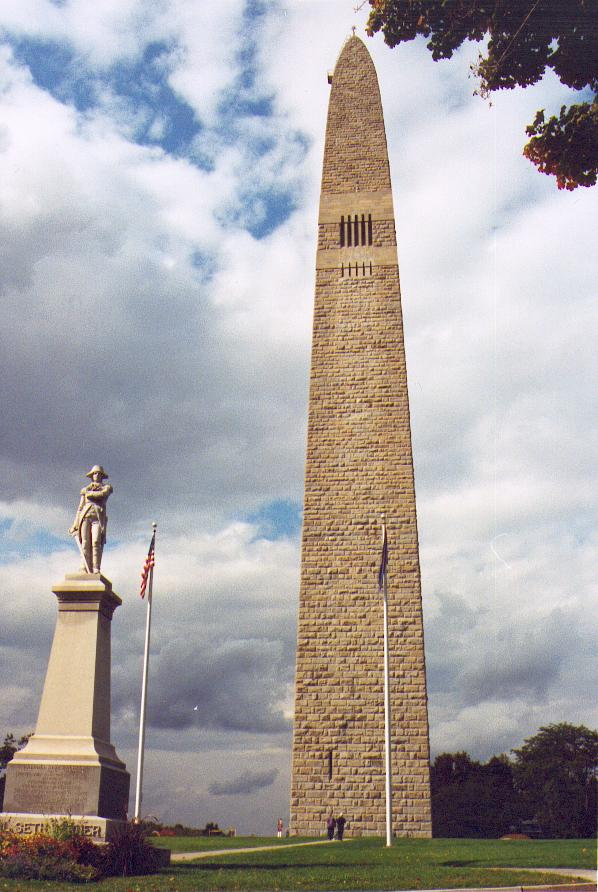
Pomnik bitwy pod Bennington ze statuą Setha Warnera z przodu

Seth Warner (ur. 17 maja 1743 w Roxbury w kolonii Connecticut, zm. 26 grudnia 1784 w Roxbury w kolonii Connecticut) – oficer Armii Kontynentalnej, kapitan, jeden z założycieli Green Mountain Boys.
Urodził się w Roxbury w kolonii Connecticut. W 1763 roku przeprowadził się z ojcem do Bennington na New Hampshire Grants. Obaj pracowali tam jako myśliwi.

## Green Mountain Boys
Lokalna społeczność osiedlająca się na terenach przyszłej Republiki Vermontu (a później stanu) sprzeciwiała się władzy Prowincji Nowy Jork na tej ziemi i w celu obrony swoich praw powołała oddziały Green Mountain Boys. W tej paramilitarnej milicji obywatelskiej główną rolę odgrywali bracia Allen, a szczególnie Ethan i Ira. Seth Warner był ich kuzynem i przystępując do oddziału, ze względu na swoje obycie z bronią i znajomość terenu, został wybrany kapitanem.
Decyzja ta oznaczała jednocześnie wyrok ze strony Prowincji Nowy Jork, gdyż władze tej kolonii posiadały sądowe nakazy aresztowania na członków Green Moountain Boys. Jednak mimo iż Seth mieszkał zaledwie milę od agencji rządu prowincji nigdy nie został ujęty.

## Amerykańska Rewolucja
Podczas wojny o niepodległość walczył w szeregach Armii Kontynentalnej jako członek jednostki Republiki Vermontu. Otrzymał stopień pułkownika.
W 1775 wziął udział w inwazji na Kanadę i wraz z oddziałem 300 żołnierzy odparł atak 800-osobowego oddział generała Carltona mający za zadanie przerwanie oblężenia miasta i wsparcie McLeana. Brał również udział w bitwie o Crown Point.
W lipcu 1777 w czasie spotkania w Windsorze, Warner otrzymał rozkaz opuszczenia Fortu Ticonderoga oraz objęcia dowództwa straży tylnej, która stoczyła bardzo dobrze zaplanowaną bitwę pod Hubbardton przegraną po przybyciu posiłków brytyjskich w postaci Jegrów Brunszwickich.
Warner brał udział i wspierał Johna Starka w planowaniu bitwy pod Bennington. Później w czasie lądowania nad jeziorem George zdobył statki mające posłużyć w ucieczce sił generała Burgoyne.

## Zakończenie kariery
W 1782 w związku z pogarszającym się zdrowiem powrócił do Roxbury. Nigdy nie nauczył się dbać o swoje finanse i był typem działacza publicznego. Jego próby spekulacji ziemią z nowych terytoriów spowodowały duże długi. Pod koniec życia Warnera jego żona złożyła do Kongresu list w sprawie wsparcia finansowego. Po długim czasie oczekiwania Kongres przyznał im wsparcie w postaci 2000 akrów ziemi (8 km²) w północno-wschodniej części Vermontu. Ziemię tę nazwano później Gruntami Warnera (ang. Warner’s Grant). Darowizna była już jednak spóźniona – Seth Warner nie żył od 4 lat.
W późniejszych latach uhonorowano Setha Warnera na pomniku bitwy pod Bennington, na którym jego postać uwieczniona jest w postaci rzeźby u podstawy pomnika.
Dalekim kuzynem Setha Warnera był Olin Levi Warner, rzeźbiarz.